# Młodoturcy

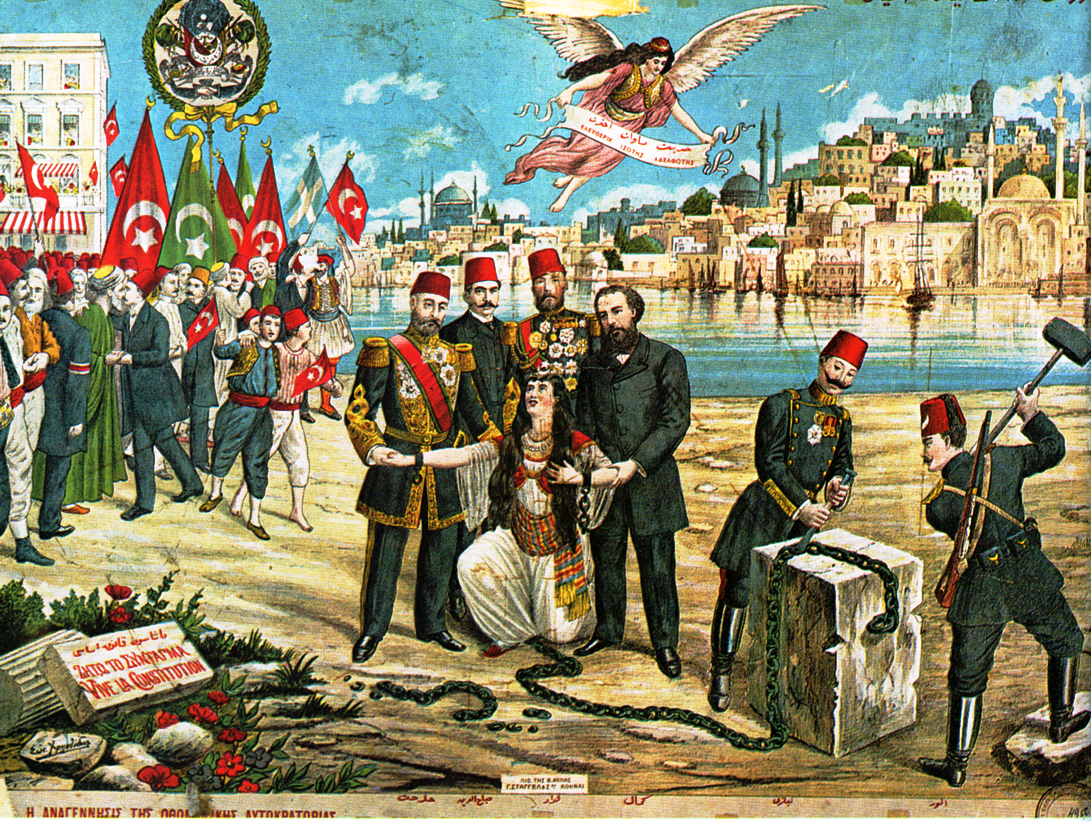
Litografia upamiętniająca rewolucję młodoturecką w 1908

Młodoturcy (tur. Jön Türkler lub Genç Türkler) – nacjonalistyczny i modernistyczny ruch polityczny istniejący w Turcji na przełomie XIX i XX wieku, dążący do obalenia monarchii osmańskiej i reorganizacji państwa.

## Geneza
Młodoturcy wywodzili się z tajnych stowarzyszeń kadetów szkół wojskowych i studentów, które powstały od 1878 po anulowaniu (wprowadzonej w 1876 r. pod naciskiem polityków młodoosmańskich) konstytucji Kanun-ı Esasî przez sułtana Abdul Hamida II. Biorąc przykład z podobnych organizacji europejskich, sprzysiężenia te tworzyły głęboko zakonspirowaną sieć komórek, które łączyły pojedyncze osoby.

## Przejęcie władzy
Z ruchu tego wyrosła partia oficjalnie nosząca nazwę Komitet Jedności i Postępu. Po bezkrwawej rewolucji w Salonikach, która doprowadziła do rezygnacji paszy (lipiec 1908), komitet objął rządy. Rok później przeprowadził detronizację sułtana. Partia początkowo zapowiadała równoważne traktowanie wszystkich mieszkańców imperium, jednak po przejęciu władzy rozpoczęła silnie nacjonalistyczną politykę.
W 1913 po przegraniu przez Turcję I wojny bałkańskiej, zagarnęła pełnię władzy w kraju. Na czele rządu stanął minister spraw wewnętrznych (od 1917 wielki wezyr) Mehmet Talaat, zwany Taalat Paszą. Władzę nieformalnie sprawował młodoturecki triumwirat, którego pozostałymi członkami byli minister wojny Ismaił Enwer (Enwer Pasza) i minister marynarki Ahmed Cemal (Dżemal Pasza).
Po tajnych negocjacjach w obliczu I wojny światowej młodoturcy sprzymierzyli się z cesarskimi Niemcami. Po początkowych sukcesach przyszły klęski w Iraku i Syrii.

## Czystki etniczne
W 1915 z inicjatywy Taalata rząd rozpoczął zorganizowaną kampanię pogromów i przesiedleń zamieszkujących Imperium Osmańskim Ormian i Greków Pontyjskich, pod pretekstem sprzyjania Rosji oraz w związku z propozycjami utworzenia przez te dwa narody państwa federacyjnego. Ten akt ludobójstwa, w wyniku którego, jak się szacuje, zginęło do 1,5 miliona ludzi, przeszedł do historii pod nazwą Rzezi Ormian. Ludobójstwo objęło także chrześcijańskich Asyryjczyków, zamieszkujących imperium osmańskie – ludobójstwo Asyryjczyków. Prześladowania spotkały również członków arabskich ugrupowań w Damaszku.
Po upadku Bułgarii i przegranej głównych państw centralnych, wobec izolacji Turcji 13 października 1918 Taalat wraz z pozostałymi triumwirami 2 listopada udał się na emigrację do Niemiec. Wkrótce wszyscy triumwirowie zginęli, głównie z ręki ocalałych z rzezi Ormian. Taalat został zabity w Berlinie, Dżemal w gruzińskim Tbilisi. Jedynie Enwer stracił życie w walce z Armią Czerwoną w Tadżykistanie.

## Powstanie Republiki Turcji - Atatürk
Z ruchu młodotureckiego wywodził się Mustafa Kemal, zwany w Turcji Atatürk, który po sukcesach w walkach obronnych na półwyspie Gallipoli i w wojnie grecko-tureckiej (1921–1922) w 1923 roku ostatecznie obalił sułtanat i proklamowano (29 października) powstanie świeckiej Republiki Turcji (Türkiye Cumhuriyeti), której został pierwszym prezydentem. Jego nacjonalistyczną i europeizacyjną politykę kontynuował także wywodzący się z armii Mustafa İsmet İnönü.

## Dziedzictwo
Ideologia młodoturków domagająca się etnicznej hegemonii Turków w wielonarodowym państwie do dziś jest jednym z głównych wyznaczników tureckiej polityki wewnętrznej i zagranicznej. Należy w niej szukać źródeł konfliktu kurdyjsko-tureckiego (odmowa uznania Kurdów za osobną narodowość i określanie ich jako Turków górskich, zakaz używania języka kurdyjskiego i kultywowania własnej kultury), napięć grecko-tureckich (konsekwencje czystek etnicznych i wojny z lat 20. pogromów i wypędzeń z 1955, okupacji Cypru i relatywnie nowych roszczeń Turcji do Morza Egejskiego), zaprzeczania ludobójstwu na Ormianach, Asyryjczykach i Grekach Pontyjskich. Także strzeżona przez armię - nawet poprzez przewroty wojskowe - programowa laickość państwa tureckiego ma swoje źródła w młodoturkizmie.